# Công ước Liên Hợp Quốc về Chống tra tấn
Công ước chống Tra tấn của Liên Hợp Quốc, tên đầy đủ là Công ước về chống tra tấn và các hình thức đối xử hoặc trừng phạt tàn bạo, vô nhân đạo hoặc hạ nhục con người (tiếng Anh: United Nations Convention against Torture and Other Cruel, Inhuman or Degrading Treatment or Punishment; UNCAT) là một trong Các văn kiện nhân quyền quốc tế và khu vực, nhằm mục đích phòng chống tra tấn trên toàn thế giới dưới sự duyệt xét lại của Liên Hợp Quốc,
Công ước này đòi các nước phải có biện pháp hữu hiệu để phòng chống tra tấn trong nước mình, và nghiêm cấm các nước trả lại người về đất nước của họ nếu có lý do để tin rằng (ở đó) họ sẽ bị tra tấn.
Bản văn Công ước đã được Đại hội đồng Liên Hợp Quốc chấp thuận ngày 10.12.1984 và, tiếp sau sự phê chuẩn của nước ký kết thứ 20, thì Công ước đã bắt đầu có hiệu lực từ ngày 26.6.1987. Ngày 26 tháng 6 nay được công nhận là Ngày quốc tế ủng hộ các nạn nhân bị tra tấn (International Day in Support of Torture Victims) để vinh danh Công ước này.
Tới tháng 9 năm 2010, Công ước đã có 147 bên ký kết.

Bản đồ thế giới với các nước đối với Công ước chống Tra tấn
ký và phê chuẩn
ký nhưng chưa phê chuẩn
không ký và không phê chuẩn

## Tóm tắt
Công ước này theo cấu trúc của các Tuyên ngôn Quốc tế Nhân quyền, Công ước Quốc tế về các Quyền Dân sự và Chính trị và Công ước Quốc tế về các Quyền Kinh tế, Xã hội và Văn hóa, với một lời mở đầu và 33 điều khoản, được chia thành 3 phần:
Phần I (các điều 1–16) định nghĩa Tra tấn (điều 1), và các bên ký kết phải có các biện pháp hữu hiệu để phòng chống bất cứ hành động tra tấn trong bất cứ lãnh thổ nào dưới thẩm quyền pháp lý của mình (điều 2). Các điều khoản trên bao gồm việc bảo đảm rằng tra tấn được coi là một tội hình sự (Điều 4), việc thiết lập quyền thi hành pháp luật đối với các hành vi tra tấn một công dân của bên ký kết hoặc do một công dân của bên ký kết vi phạm (tội tra tấn) (Điều 5), việc bảo đảm rằng tra tấn là một tội có thể bị dẫn độ (Điều 8), và việc thiết lập [quyền thi hành pháp luật phổ quát] để xét xử các vụ tra tấn tại nơi một kẻ phạm tội tra tấn không thể bị dẫn độ (Điều 5). Các bên ký kết phải kịp thời điều tra mọi cáo buộc tra tấn (các Điều 12 và 13), và các nạn nhân bị tra tấn phải có quyền được bồi thường (Điều 14). Các bên cũng phải cấm sử dụng chứng cớ do tra tấn (mà có) ở các tòa án của mình (Điều 15), và ngăn chặn việc trục xuất, dẫn độ hoặc trả lại người về nơi mà có cơ sở để tin rằng họ sẽ bị tra tấn (Điều 3). Các bên ký kết cũng có nghĩa vụ phòng chống việc trừng phạt hoặc đối xử tàn nhẫn, vô nhân đạo làm mất phẩm giá khác, và điều tra bất kỳ cáo buộc nào về việc đối xử như vậy trong thẩm quyền pháp lý của mình (Điều 16)
Phần II (Điều 17 – 24) nói về việc báo cáo và giám sát Công ước và các bước do các bên tiến hành để thực hiện công ước. Phần này thiết lập Ủy ban chống Tra tấn (Điều 17), và trao quyền cho ủy ban để điều tra các cáo buộc tra tấn có hệ thống (Điều 20). Nó cũng thiết lập một cơ chế giải quyết tranh chấp tùy chọn giữa các bên (Điều 21) và cho phép các bên công nhận thẩm quyền của Ủy ban được nghe các khiếu nại, khiếu tố của các cá nhân về việc vi phạm Công ước của một bên ký kết (Điều 22).
Phần III (Điều 25 – 33) nói về việc phê chuẩn, đi vào hiệu lực, và tu chính Công ước. Nó cũng bao gồm một cơ chế trọng tài tùy chọn (không bắt buộc) đối với tranh chấp giữa các bên (Điều 30)

## Các quy định chính

### Định nghĩa tra tấn
Điều 1 của Công ước định nghĩa tra tấn như sau: 
(Tra tấn) là bất kỳ hành động nào tạo ra sự đau đớn nặng nề hoặc đau khổ - dù thể xác hay tâm thần - do cố ý gây ra cho một người nhằm các mục đích là đạt được thông tin hay một lời thú nhận từ anh ta hoặc một người thứ ba, trừng phạt anh ta vì một hành động mà anh ta hoặc người thứ ba đã phạm hoặc bị nghi là đã phạm, hoặc đe dọa, ép buộc anh ta hoặc một người thứ ba, hoặc đối với bất kỳ lý do nào dựa trên sự phân biệt đối xử bất kỳ loại nào, khi nỗi đau đớn hay đau khổ như vậy gây ra bởi - hoặc theo sự xúi giục - hoặc với sự đồng ý - hoặc chấp thuận - của một quan chức hoặc người khác hành động trên cương vị chính quyền. Nó không bao gồm sự đau đớn hoặc đau khổ ngẫu nhiên hoặc vốn có khi bị các hình phạt đúng theo luật.— Công ước chống Tra tấn, Điều 1,1
Các hành động chưa tới mức tra tấn vẫn có thể cấu thành tội đối xử tàn ác, vô nhân đạo hoặc làm mất phẩm giá theo Điều 16.

### Cấm tra tấn và Đối xử tàn nhẫn làm mất phẩm giá
Điều 2 của Công ước cấm việc tra tấn, và yêu cầu các bên ký kết phải có các biện pháp hữu hiệu để phòng chống tra tấn ở bất cứ lãnh thổ nào dưới thẩm quyền pháp lý của mình. Việc cấm này là tuyệt đối và không được vi phạm.
"Không có bất cứ trường hợp đặc biệt (ngoại lệ) nào" có thể được viện dẫn để biện minh cho tra tấn, bao gồm cả chiến tranh, mối đe dọa của chiến tranh, bất ổn chính trị nội bộ, tình trạng khẩn cấp chung, hành vi khủng bố, tội phạm bạo lực, hoặc bất cứ hình thức xung đột vũ trang nào. Tra tấn không thể được biện minh như một phương tiện để bảo vệ an toàn công cộng hoặc ngăn chặn các trường hợp khẩn cấp . Cũng không có thể được biện minh bằng các lệnh từ các sĩ quan cấp trên hoặc các quan chức. Việc cấm tra tấn áp dụng cho tất cả các vùng lãnh thổ thuộc thẩm quyền pháp lý thực sự của một bên ký kết, và bảo vệ tất cả mọi người dưới sự kiểm soát thực sự của mình, bất kể quốc tịch hoặc việc kiểm soát được thực hiện như thế nào.. Kể từ khi Công ước có hiệu lực, việc cấm tuyệt đối này đã được chấp nhận như một nguyên tắc của luật quốc tế theo tập quán.
Vì thường khó phân biệt giữa tra tấn và đối xử tàn nhẫn, vô nhân đạo làm mất phẩm giá, nên Ủy ban chống tra tấn coi sự cấm việc đối xử như vậy của Điều 16 là tuyệt đối và không được vi phạm.
Các điều khoản khác của Phần I đưa ra các nghĩa vụ cụ thể nhằm thực thi lệnh cấm tuyệt đối này bằng cách phòng chống, điều tra và trừng phạt những hành vi tra tấn.

### Cấm trục xuất, dẫn độ
Điều 3cấm các bên ký kết không được trục xuất, dẫn độ hoặc trả lại bất cứ người nào về một nước "nơi mà có cơ sở chắc chắn để tin rằng họ sẽ bị nguy hiểm vì là đối tượng bị tra tấn". Uỷ ban chống tra tấn cho rằng mối nguy hiểm này phải được tính đến không chỉ cho nước tiếp nhận ban đầu, mà còn cho các nước mà người này sau đó có thể bị trục xuất, trả về hoặc bị dẫn độ.

### Các nước ký Công ước chống Tra tấn
| Bên tham gia                | Ký kết     | Phê chuẩn, Accession (a), Succession (d) |
| --------------------------- | ---------- | ---------------------------------------- |
| Afghanistan                 | 4.2.1985   | 1.4.1987                                 |
| Albania                     | .          | 11.5.1994 a                              |
| Algeria                     | 26.11.1985 | 12.9.1989                                |
| Andorra                     | 5.8.2002   | 22.9.06                                  |
| Antigua và Barbuda          | .          | 19.7.1993 a                              |
| Argentina                   | 4 Feb 1985 | 24.9.1986                                |
| Armenia                     | .          | 13.9.1993 a                              |
| Úc                          | 10.12.1985 | 8.8.1989                                 |
| Áo                          | 14.3.1985  | 29.7.1987                                |
| Azerbaijan                  | .          | 16.8.1996 a                              |
| Bahamas                     | 16.12.08   |                                          |
| Bahrain                     | .          | 6.3.1998 a                               |
| Bangladesh                  | .          | 5.10.1998 a                              |
| Belarus                     | 19.12.1985 | 13.3.1987                                |
| Bỉ                          | 4.2.1985   | 25.6.1999                                |
| Belize                      | .          | 17.3.1986 a                              |
| Benin                       | .          | 12.3.1992 a                              |
| Bolivia                     | 4.2.1985   | 12.4.1999                                |
| Bosna và Hercegovina        | .          | 1.9.1993 d                               |
| Botswana                    | 8.9.2000   | 8.9.2000                                 |
| Brasil                      | 23.9.1985  | 28.9.1989                                |
| Bulgaria                    | 10.6.1986  | 16.12.1986                               |
| Burkina Faso                | .          | 4.01.1999 a                              |
| Burundi                     | .          | 18.2.1993 a                              |
| Cambodia                    | .          | 15.10.1992 a                             |
| Cameroon                    | .          | 19.12.1986 a                             |
| Canada                      | 23.8.1985  | 24.6.1987                                |
| Cape Verde                  | .          | 4.6.1992 a                               |
| Chad                        | .          | 9.6.1995 a                               |
| Chile                       | 23.9.1987  | 30.9.1988                                |
| Trung quốc                  | 12.12.1986 | 4.10.1988                                |
| Colombia                    | 10.4.1985  | 8.12.1987                                |
| Comoros                     | 22.9.2000  | .                                        |
| Congo                       | .          | 30.7.2003 a                              |
| Costa Rica                  | 4.2.1985   | 11.11.1993                               |
| Bờ Biển Ngà                 | .          | 18.12.1995 a                             |
| Croatia                     | .          | 12.10.1992 d                             |
| Cuba                        | 27.01.1986 | 17.5.1995                                |
| Cyprus                      | 9.10.1985  | 18.7.1991                                |
| Cộng hòa Séc                | .          | 22.2.1993 d                              |
| Cộng hòa Dân chủ Congo      | .          | 18.3.1996 a                              |
| Đan Mạch                    | 4.2.1985   | 27.5.1987                                |
| Djibouti                    | .          | 5.11.2002 a                              |
| Cộng hòa Dominica           | 4.2.1985   | .                                        |
| Ecuador                     | 4.2.1985   | 30.3.1988                                |
| Ai Cập                      | .          | 25.6.1986 a                              |
| El Salvador                 | .          | 17.6.1996 a                              |
| Equatorial Guinea           | .          | 8.10.2002 a                              |
| Estonia                     | .          | 21 Oct 1991 a                            |
| Ethiopia                    | .          | 14.3.1994 a                              |
| Phần Lan                    | 4.2.1985   | 30.8.1989                                |
| Pháp                        | 4.2.1985   | 18.2.1986                                |
| Gabon                       | 21.01.1986 | 8.9.2000                                 |
| Gambia                      | 23.10.1985 | .                                        |
| Gruzia                      | .          | 26.10.1994 a                             |
| Đức                         | 13.10.1986 | 1.10.1990                                |
| Ghana                       | 7.9.2000   | 7.9.2000                                 |
| Hy Lạp                      | 4.2.1985   | 6.10.1988                                |
| Guatemala                   | .          | 5.01.1990 a                              |
| Guinea                      | 30.5.1986  | 10.10.1989                               |
| Guinea-Bissau               | 12.9.2000  | .                                        |
| Guyana                      | 25.01.1988 | 19.5.1988                                |
| Tòa Thánh                   | .          | 26.6.2002 a                              |
| Honduras                    | .          | 5.12.1996 a                              |
| Hungary                     | 28.11.1986 | 15.4.1987                                |
| Iceland                     | 4.2.1985   | 23.10.1996                               |
| Ấn Độ                       | 14.10.1997 | .                                        |
| Indonesia                   | 23.10.1985 | 28.10.1998                               |
| Ireland                     | 28.9.1992  | 11.4.2002                                |
| Israel                      | 22.10.1986 | 3.10.1991                                |
| Ý                           | 4.2.1985   | 12.01.1989                               |
| Nhật Bản                    | .          | 29.6.1999 a                              |
| Jordan                      | .          | 13.11.1991 a                             |
| Kazakhstan                  | .          | 26.8.1998 a                              |
| Kenya                       | .          | 21.2.1997 a                              |
| Kuwait                      | .          | 8.3.1996 a                               |
| Kyrgyzstan                  | .          | 5.9.1997 a                               |
| Latvia                      | .          | 14.4.1992 a                              |
| Liban                       | .          | 5.10.2000 a                              |
| Lesotho                     | .          | 12.11.2001 a                             |
| Liberia                     | .          | 22.9.2004 a                              |
| Libyan Arab Jamahiriya      | .          | 16.5.1989 a                              |
| Liechtenstein               | 27.6.1985  | 2.11.1990                                |
| Litva                       | .          | 1.2.1996 a                               |
| Luxembourg                  | 22.2.1985  | 29.9.1987                                |
| Madagascar                  | 1.10.2001  | 13.12.2005                               |
| Malawi                      | .          | 11.6.1996 a                              |
| Maldives                    | .          | 20.4.2004 a                              |
| Mali                        | .          | 26.2.1999 a                              |
| Malta                       | .          | 13.9.1990 a                              |
| Mauritania                  | .          | 17.11.2004 a                             |
| Mauritius                   | .          | 9.12.1992 a                              |
| Mexico                      | 18.3.1985  | 23.01.1986                               |
| Monaco                      | .          | 6.12.1991 a                              |
| Mông Cổ                     | .          | 24.01.2002 a                             |
| Montenegro                  | .          | 23.10.2006 d                             |
| Morocco                     | 8.01.1986  | 21.6.1993                                |
| Mozambique                  | .          | 14.9.1999 a                              |
| Namibia                     | .          | 28.11.1994 a                             |
| Nauru                       | 12.11.2001 | .                                        |
| Nepal                       | .          | 14.5.1991 a                              |
| Hà Lan                      | 4.2.1985   | 21.12.1988                               |
| New Zealand                 | 14.01.1986 | 10.12.1989                               |
| Nicaragua                   | 15.4.1985  | 5.7.2005                                 |
| Niger                       | .          | 5.10.1998 a                              |
| Nigeria                     | 28.7.1988  | 28.6 2001                                |
| Na Uy                       | 4.2.1985   | 9.7.1986                                 |
| Pakistan                    | 17.4.08    | 3.6.2010                                 |
| Panama                      | 22.2.1985  | 24.8.1987                                |
| Paraguay                    | 23.10.1989 | 12.3.1990                                |
| Peru                        | 29.5.1985  | 7.7.1988                                 |
| Philippines                 | .          | 18.6.1986 a                              |
| Ba Lan                      | 13.01.1986 | 26.7.1989                                |
| Bồ Đào Nha                  | 4.2.1985   | 9.2.1989                                 |
| Qatar                       | .          | 11.01.2000 a                             |
| Hàn Quốc                    | .          | 9.01.1995 a                              |
| Cộng hòa Moldova            | .          | 28.11.1995 a                             |
| Romania                     | .          | 18.12.1990 a                             |
| Liên bang Nga               | 10.12.1985 | 3.3.1987                                 |
| Rwanda                      |            | 15.12.2008 a                             |
| Saint Vincent và Grenadines | .          | 1.8.2001 a                               |
| San Marino                  | 18.9.2002  | 27.11.2006                               |
| São Tomé and Príncipe       | 6.9.2000   | .                                        |
| Ả Rập Saudi                 | .          | 23.9.1997 a                              |
| Senegal                     | 4.2.1985   | 21.8.1986                                |
| Serbia                      | .          | 12.3.2001 d                              |
| Seychelles                  | .          | 5.5.1992 a                               |
| Sierra Leone                | 18.3.1985  | 25.4.2001                                |
| Slovakia                    | .          | 28.5.1993 d                              |
| Slovenia                    | .          | 16.7.1993 a                              |
| Somalia                     | .          | 24.01.1990 a                             |
| Nam Phi                     | 29.01.1993 | 10.12.1998                               |
| Tây Ban Nha                 | 4.2.1985   | 21.10.1987                               |
| Sri Lanka                   | .          | 3.01.1994 a                              |
| Sudan                       | 4.6.1986   | .                                        |
| Swaziland                   | .          | 26.3.2004 a                              |
| Thụy Điển                   | 4.2.1985   | 8.01.1986                                |
| Thụy Sĩ                     | 4.2.1985   | 2.12.1986                                |
| Syria                       | .          | 19.8.2004 a                              |
| Tajikistan                  | .          | 11.01.1995 a                             |
| Thái Lan                    | .          | 2.10.2007 a                              |
| Macedonia                   | .          | 12.12.1994 d                             |
| Timor-Leste                 | .          | 16.4.2003 a                              |
| Togo                        | 25.3.1987  | 18.11.1987                               |
| Tunisia                     | 26.8.1987  | 23.9.1988                                |
| Thổ Nhĩ Kỳ                  | 25.01.1988 | 2.8.1988                                 |
| Turkmenistan                | .          | 25.6.1999 a                              |
| Uganda                      | .          | 3.11.1986 a                              |
| Ukraine                     | 27.2.1986  | 24.2.1987                                |
| Vương quốc Anh              | 15.3.1985  | 8.12.1988                                |
| Hoa Kỳ                      | 18.4.1988  | 21.10.1994                               |
| Uruguay                     | 4.2.1985   | 24.10.1986                               |
| Uzbekistan                  | .          | 28.9.1995 a                              |
| Venezuela                   | 15.2.1985  | 29.7.1991                                |
| Việt Nam                    | 7.11.2013  | 5.2.2015                                 |
| Yemen                       | .          | 5.11.1991 a                              |
| Zambia                      | .          | 7.10.1998 a                              |

## Nghị định thư tùy chọn
Nghị định thư tùy chọn về "Công ước chống Tra tấn và Trừng phạt hoặc Đối xử tàn nhẫn, vô nhân đạo làm mất phẩm giá khác" (OPCAT), được thông qua tại Đại hội đồng Liên Hợp Quốc vào ngày 18 tháng 12 năm 2002 và có hiệu lực từ 22 tháng 6 năm 2006, quy định về việc thành lập "một hệ thống các chuyến viếng thăm thường xuyên do các cơ quan độc lập quốc tế và quốc gia thực hiện tại các nơi có người đang bị tước quyền tự do, để ngăn chặn việc tra tấn, trừng phạt hoặc đối xử tàn nhẫn vô nhân đạo làm mất phẩm giá khác", được giám sát bởi một Tiểu ban Phòng chống Tra tấn và Trừng phạt hoặc Đối xử tàn nhẫn, vô nhân đạo làm mất phẩm giá khác.

### Các bên ký kết Nghị định thư tùy chọn
Tới tháng 9 năm 2010 Nghị định thư tùy chọn đã có 66 bên ký kết và 55 bên tham gia.

## Ủy ban chống Tra tấn
Uỷ ban chống Tra tấn (CAT) là một cơ quan gồm các chuyên gia về nhân quyền, theo dõi việc thi hành Công ước của các bên nhà nước ký kết. Ủy ban này là một trong 8 cơ quan liên kết về hiệp ước nhân quyền của Liên Hợp Quốc. Tất cả các bên nhà nước ký kết có nghĩa vụ phải nộp báo cáo thường xuyên cho Ủy ban chống Tra tấn về cách thức bảo vệ nhân quyền được thi hành như thế nào. Khi phê chuẩn Công ước, các nước phải nộp một báo cáo trong vòng một năm, sau đó họ có nghĩa vụ báo cáo mỗi 4 năm. Ủy ban kiểm tra từng báo cáo và đưa ra các quan tâm và khuyến nghị của mình cho bên nhà nước ký kết dưới hình thức các "quan sát kết luận". Trong một số trường hợp, Ủy ban có thể xem xét các khiếu nại, khiếu tố hoặc các thông tin từ các cá nhân cho rằng các quyền của họ theo Công ước đã bị vi phạm.
Ủy ban chống Tra tấn thường họp vào tháng 4/ tháng 5 và tháng 11 hàng năm tại Genève.
Các thành viên của Ủy ban chống Tra tấn hiện nay:
| Tên                           | Nước        | Thời hạn  |
| ----------------------------- | ----------- | --------- |
| Claudio Grossman (chủ tịch)   | Chile       | 2007–2011 |
| Nora Sveaass (phó chủ tịch)   | Na Uy       | 2009–2013 |
| Xuexian Wang (phó chủ tịch)   | Trung Quốc  | 2009–2013 |
| Essadia Belmir (phó chủ tịch) | Morocco     | 2009–2013 |
| Myrna Y. Kleopas              | Cyprus      | 2007–2011 |
| Alessio Bruni                 | Ý           | 2009–2013 |
| Luis Gallegos Chiriboga       | Ecuador     | 2007–2011 |
| Felice D. Gaer                | Hoa Kỳ      | 2007–2011 |
| Abdoulaye Gaye                | Senegal     | 2007–2011 |
| Fernando Mariño Menéndez      | Tây Ban Nha | 2009–2013 |